# Реты
Реты (Ῥαιτοί, лат. Raeti — то есть горные жители (от кельтского raiti),) — древние племена, обитавшие в долинах Западных и Центральных Альп. 
Реты относились к археологической культуре Фритценс-Санцено, испытавшей культурное влияние латенской культуры. Были покорены римлянами в 15—13 годах до н. э.
Происхождение достоверно не известно, античные авторы отождествляют ретов с этрусками. Ретский алфавит относится к группе «северноэтрусских». Ретский язык грамматически и лексически близок к этрусскому языку.

О ретах Страбон писал:
Далее, по порядку следуют части гор, обращённые к востоку и к югу; их занимают реты и винделики, области которых примыкают к областям гельветов и бойев, ибо их территории лежат вблизи равнин этих племён. Область ретов простирается до части Италии, расположенной над Вероной и Комом (между прочим, «ретийское» вино, которое, как кажется, не уступает прославленным сортам вин италийских областей, производится у подошвы Ретийских Альп), а также доходит до местностей, по которым протекает Рен; к этому племени принадлежат лепонтии и камуны. Винделики и норики занимают большую часть внешней стороны предгорья вместе с бреунами и генаунами (последние принадлежат уже к иллирийцам). Все эти племена от времени до времени совершали набеги не только на соседние части Италии, но также на страну гельветов, секванов, бойев и германцев. Ликаттии, клаутенатии и венноны являлись самыми отважными воинами среди всех винделиков, а среди ретов — рукантии и котуантии.
Дали название римской провинции Реция или Ретия (Raetia, Rhaetia, ’Ραιτία). Реты считаются предками ретороманцев.